# بورکلکوف
بورکلکوف (به لاتین: Bürkelkopf) یک کوه در سوئیس است که در کانتون گراوبوندن واقع شده‌است. بورکلکوف ۳٬۰۳۳ متر بالاتر از سطح دریا واقع شده‌است.